# Cantagiro 1980
L'edizione del Cantagiro 1980 fu presentato da Daniele Piombi e trasmesso in televisione, sulla Rete 3. La canzone che risultè vincitrice fu Cambierò cambierai di Alex Damiani.

## Elenco delle canzoni
- Alex Damiani - Cambierò cambierai
- Tantra - Mother Africa
- Ediva - Chiama se puoi
- Gianna Nannini - America
- Il Paese di Alice - Toccami
- Donno - È l'aurora
- Mimmo Cavallo - Siamo meridionali
- Roberto Benigni - Pantheon
- Daniela Davoli - Il mio uomo
- Enzo Malepasso - Biografia di un amore
- Il Giardino dei Semplici - Munastero 'e santa Chiara
- Andy Gibb - Desire
- Demis Roussos - Credo
- Ivan Graziani - Tutto questo cosa c'entra con il rock'n'roll?
- Roxy Music - Over you
- Franco Fasano - Mi piaci tu
- Matia Bazar - Italian sinfonia
- Cristiano Malgioglio - Ma va...
- Premiata Forneria Marconi - Volo a vela
- Pino Daniele - Je sto vicino a te
- Decibel - Vivo da re
- Gianni Mocchetti - "Un amore in garage"
- Franco Fanigliulo - "Ratatam pum pum"